# Port St. Lucie Open 1984 - Doppio
Il doppio del torneo di tennis Port St. Lucie Open 1984, facente parte del Virginia Slims World Championship Series 1984, ha avuto come vincitrici Betsy Nagelsen e Paula Smith che hanno battuto in finale Christiane Jolissaint e Marcella Mesker con il punteggio di 6–3, 6–4.

## Teste di serie
1. Betsy Nagelsen /  Paula Smith (Campionesse)

1. Christiane Jolissaint /  Marcella Mesker (finale)

## Tabellone

### Legenda
| - Q = Qualificato - WC = Wild card - LL = Lucky loser | - ALT = Alternate - SE = Special Exempt - PR = Protected Ranking | - w/o = Walkover - r = Ritirato - d = Squalificato |

|  | Quarti di finale                | Quarti di finale                | Quarti di finale | Quarti di finale | Quarti di finale |  |  | Semifinali                            | Semifinali                            | Semifinali                            | Semifinali                            | Semifinali                            |   |   | Finale                     | Finale                     | Finale                     | Finale | Finale |  |
|  |                                 |                                 |                  |                  |                  |  |  |                                       |                                       |                                       |                                       |                                       |   |   |                            |                            |                            |        |        |  |
|  |                                 |                                 |                  |                  |                  |  |  | Kateřina Skronská Marcela Skuherská   | Kateřina Skronská Marcela Skuherská   | 3                                     | 6                                     | 3                                     |   |   |                            |                            |                            |        |        |  |
|  |                                 |                                 |                  |                  |                  |  |  | Betsy Nagelsen Paula Smith            | Betsy Nagelsen Paula Smith            | 6                                     | 4                                     | 6                                     |   |   |                            |                            |                            |        |        |  |
|  |                                 |                                 |                  |                  |                  |  |  |                                       |                                       |                                       |                                       |                                       |   |   | Betsy Nagelsen Paula Smith | Betsy Nagelsen Paula Smith | Betsy Nagelsen Paula Smith | 6      | 6      |  |
|  | Anne Minter Elizabeth Minter    | Anne Minter Elizabeth Minter    | 0                | 6                | 6                |  |  |                                       |                                       | Christiane Jolissaint Marcella Mesker | Christiane Jolissaint Marcella Mesker | Christiane Jolissaint Marcella Mesker | 3 | 4 |                            |                            |                            |        |        |  |
|  | Cláudia Monteiro Yvonne Vermaak | Cláudia Monteiro Yvonne Vermaak | 6                | 2                | 4                |  |  | Anne Minter Elizabeth Minter          | Anne Minter Elizabeth Minter          | 3                                     | 6                                     | 2                                     |   |   |                            |                            |                            |        |        |  |
|  |                                 |                                 |                  |                  |                  |  |  | Christiane Jolissaint Marcella Mesker | Christiane Jolissaint Marcella Mesker | 6                                     | 1                                     | 6                                     |   |   |                            |                            |                            |        |        |  |